# San Jerónimo Coaltepec
San Jerónimo Coaltepec är en ort i Mexiko.   Den ligger i kommunen Ahuacatlán och delstaten Puebla, i den sydöstra delen av landet, 150 km öster om huvudstaden Mexico City. San Jerónimo Coaltepec ligger 1 333 meter över havet och antalet invånare är 1 438.
Terrängen runt San Jerónimo Coaltepec är kuperad norrut, men söderut är den bergig. Runt San Jerónimo Coaltepec är det ganska tätbefolkat, med 160 invånare per kvadratkilometer. Närmaste större samhälle är Zacatlán, 12,5 km sydväst om San Jerónimo Coaltepec. I omgivningarna runt San Jerónimo Coaltepec växer i huvudsak blandskog.